# کینرزلی
کینرزلی (به انگلیسی: Kinnersley) یک روستا و محله مدنی در بریتانیا است که در هرفوردشر واقع شده‌است. کینرزلی ۳۱۶ نفر جمعیت دارد.